# Fanny de Sivers
Fanny de Sivers z domu Isak (ur. 20 października 1920 w Parnawie, zm. 22 czerwca 2011 w Eaubonne pod Paryżem) – estońska eseistka, filozof, językoznawca i pisarka.

## Życiorys
Urodziła się jako Fanny Isak 20 października 1920 w Parnawie w pierwszej Republice Estońskiej. Ukończyła tam gimnazjum, a w 1938 podjęła studia na Wydziale Filozoficznym Uniwersytetu w Tartu. W 1941 przeniosła się do Niemiec, wyszła za mąż, studia kontynuowała na uniwersytetach w Breslau oraz w Würzburgu oraz Innsbrucku. Od 1949 mieszkała we Francji. Studiowała także na Uniwersytecie Paryskim oraz Uniwersytecie w Lund. Była tłumaczką oraz pracownicą instytucji państwowych. W latach 1964–1986 pracowała jako językoznawca w prestiżowej Centre national de la recherche scientifique. Była profesorem wizytującym Uniwersytetu w Hamburgu (1981–1982) oraz swojej macierzystej uczelni – Uniwersytetu w Tartu.
Była autorką licznych publikacji, często na tematy religijne.
Zmarła 22 czerwca 2011 w podparyskim Eaubonne.